# Мусонний клімат

Мусонний клімат за класифікацією Кеппена

Мусо́нний клі́мат — клімат областей земної кулі з мусонною циркуляцією атмосфери. Відрізняється різкою зміною вологості протягом року (властиві суха зима і вологе дощове літо). Наприклад, в Бомбеї (Індія) в зимові місяці випадає від 3 до 8 мм опадів, а в літні — від 270 до 610 мм. Місцеві географічні умови приводять у ряді районів до формування різновидів мусонного клімату. Так, в Японії при дуже рясних опадах влітку значна їх кількість випадає і взимку. На Сході басейну Середземного моря, де влітку мусонні повітряні течії направлені з суші, а взимку з моря, формується клімат етезії із зимовим максимумом опадів.
Основна відмінність між мусонним кліматом і саванним полягає у контрастності найсухішого місяця року. Для мусонного клімату виконується нерівність: {\textstyle 100-{\frac {P}{25}}<D<60}, де D — кількість опадів у найсухішому місяці року (мм), а P — річна кількість опадів (мм).

## Поширення
Клімат характерний головним чином для тропічних і субтропічних областей Південної і Південно-Східної Азії, Екваторіальної Африки і деяких інших; відмічається в помірних широтах (наприклад на Далекому Сході).
Мусонний клімат спостерігається головним чином у тих районах, де взимку і влітку вітер змінює напрямок і несе вологу або сухе повітря. У помірних широтах мусонний клімат — явище порівняно рідке, і спостерігається в основному як продовження тропічного або субтропічного мусону. Найчастіше мусонний клімат спостерігається в субтропічному, тропічному і субекваторіальному поясі. У екваторіальному поясі мусон не спостерігається або слабо виражений — причина цього криється у слабкій річний зміні вітрів.